# Atheta paganella
Atheta paganella är en skalbaggsart som beskrevs av Thomas Casey 1910. Atheta paganella ingår i släktet Atheta och familjen kortvingar. Inga underarter finns listade i Catalogue of Life.